# Michał Kosiński
Michał Kosiński, Michal Kosinski (ur. 8 maja 1982 w Warszawie) – polski psycholog społeczny i data scientist zajmujący się badaniem ludzi poprzez pozostawiane przez nich cyfrowe ślady. Wykładowca Uniwersytetu Stanforda. Jeden z czołowych specjalistów w dziedzinie psychometrii.

## Życiorys
Jest profesorem nadzwyczajnym w Wyższej Szkole Biznesu Uniwersytetu Stanforda. Ma doktorat z psychologii i magisterium z psychometrii University of Cambridge oraz magisterium z psychologii społecznej z Uniwersytetu SWPS. Koordynował projekt myPersonality, który obejmował globalną współpracę ponad 200 naukowców, analizujących szczegółowe profile psychodemograficzne ponad 8 milionów użytkowników Facebooka.
Był także zastępcą dyrektora Centrum Psychometrycznego University of Cambridge, naukowcem w Microsoft Research, a także postdoctoral researcher na Wydziale Informatyki Uniwersytetu Stanforda.
W 2012 Facebook opatentował algorytm, który na podstawie aktywności na Facebooku jest w stanie automatycznie stworzyć portret psychologiczny. W odpowiedzi, w 2013, Kosiński opublikował badania pokazujące, jak dokładne mogą być takie algorytmy. Według jego badań algorytm ten jest w stanie określić preferencje seksualne (u mężczyzn skutecznie w 88% przypadków), wygląd, zainteresowania, poziom inteligencji, pochodzenie etniczne i kolor skóry (u Amerykanów skutecznie w 95% przypadków), wyznanie, poziom zadowolenia z życia, uzależnienia, wiek, płeć oraz poglądy społeczne, religijne i polityczne (te ostatnie w USA w 85% przypadków), a także ewentualnie rozwiedzionych rodziców z dokładnością do jednej osoby na podstawie 68 polubień na Facebooku. W artykule naukowym opisującym te badania, oraz w artykule w the Financial Times, Kosiński ostrzegł, iż algorytmy takie, jak ten opatentowany przez Facebook stanowią poważne zagrożenie dla prywatności miliardów użytkowników Internetu. Po zwycięstwie Donalda Trumpa okazało się, że takie algorytmy zostały wykorzystane przez Cambridge Analytica, która prowadziła kampanię przyszłego prezydenta Stanów Zjednoczonych czy kampanię brexitu.
Miał otrzymać propozycję doradztwa dla spółki-matki Cambridge Analytica, SCL, w celu stworzenia modeli do analizy 10 milionów profili Amerykanów na Facebooku, ale nie wyraził chęci współpracy, gdyż spółka miała na celu wpływanie na wynik wyborczy.

Nie zbudowałem bomby, pokazałem tylko, że ona istnieje

Jak stwierdził, zgłaszali się do niego „autokraci z różnych krajów, od arabskich po Polskę, by pomógł im wygrać wybory”.
W 2017 wykazał, że algorytmy mogą ustalić orientację seksualną na podstawie zdjęcia profilowego (gejów w 81%, a lesbijki w 71%). Badanie wywołało kontrowersje (głównie w kontekście fizjonomiki).
Wystąpił w filmie Do You Trust This Computer obok Elona Muska czy Raya Kurzweila. Wspomnienie o jego pracy pojawiło się na okładce The Economist.
Dwie z jego prac znalazły się w 2013 na tzw. liście Top 100 Papers That Most Caught the Public Imagination in 2013 oraz jedna w 2015. Został wymieniony wśród 50 najbardziej wpływowych osób w Big Data w 2014. Był jednym z bohaterów przedstawionych w „Privacy” – spektaklu teatralnym z 2014 napisanym przez Jamesa Grahama i wyprodukowanym przez Donmara Warehouse’a.
Składał zeznania przed Equal Employment Opportunity Commission w USA na temat wpływu Big Data na równe szanse zatrudnienia.